# 토머스 게이지
장군 토머스 게이지(Thomas Gage, 1718년 혹은 1719년 3월 10일 ~ 1787년 4월 2일)는 영국의 육군의 장성급 장교이다. 1763년에서 1775년까지, 특히 미국 독립 전쟁의 초기에 북아메리카의 총사령관을 역임했다.

## 생애
1719년 서식스주 퍼럴(지금의 이스트서식스주 퍼럴) 퍼럴 저택(Firle Place)에서 게이지가 출신의 토머스 게이지(후의 Thomas Gage, 1st Viscount Gage)의 차남으로 태어났다. 부친은 게이지가 태어난지 얼마 안되어 아일랜드의 귀족이 되었다. 후에 부친의 작위는 형 윌리엄이 물려받는다. 1728년, 저명한 웨스트민스터 학교에 가서 거기서 존 버고인, 리처드 하우, 프란시스 버나드와 조지 저메인을 알게 되었다. 그곳을 졸업하고 우선 소위로 영국군에 들어가 이어 1741년 1월 30일에 노샘프턴 연대 중위로 임관했다. 1742년, 밧테로 보병 연대에 전속된 상급 중위가 되었다.
1743년에는 대위로 승진하여 폰테노이 전투와 쿨로든 뮤어의 전투에서 아르베 마르 백작 윌리엄 밴 케펠의 부관이 되었다. 1747년에서 1748년, 게이지는 네덜란드 작전에 종군하여 1758년 소령으로 승진했다. 1751년 3월 제55보병 연대에 전속되어, 중령으로 승진했다.

### 프렌치 인디언 전쟁
1754년, 게이지는 미국에 전속되어, 프렌치 인디언 전쟁에서 미국의 에드워드 브래독 장군의 원정에 종군했다. 이 원정대는 미래의 적이 될 조지 워싱턴과 호레이쇼 게이츠도 배속되어 있었다. 1755년 7월, 제44연대의 지휘관 피터 할켓 대령이 모논가헤라 전투에서 전사를 했다. 게이지도 연대의 지휘를 맡아, 전투 중에 경상을 입었다. 연대는 붕괴되고 게이지가 구상한 영영가 없는 야전 전술로 패배로 이어진 것을 브래독의 부관이었던 로버트 옴 대위가 고발했다. 옴은 이듬해 그 임무에서 해제되었지만, 옴의 고발로 게이지는 영원히 제44연대의 지휘를 맡을 수 없게 되었다.
1756년, 게이지는 실패로 끝났던 모호크 강 원정에 둘째 지휘관으로 참가했다. 이듬해 노바의 핼리팩스의 총사령관 존 캠벨 장군 아래에서 게이지는 제80 연대의 지휘를 맡아 대령으로 승진했다. 1758년 게이지는 티콘데로가 요새 전투에서 또한 패전하면서 상처를 입었다. 이 손실에도 불구하고, 게이지는 준장으로 승진했다. (이것은 게이지 형 윌리엄 홀 게이지의 정치적 조작 덕분이었다). 게이지는 자대에 지역 사람을 징병하는 동안, 뉴저지의 브런즈윅 출신 마가렛 켐블과 만났다. 켐블은 뉴욕 시장 스테파너스 폰 코트랜드의 손자이며, 웨스트민스터 스쿨 시절의 게이지의 친구였으며, 그때는 뉴저지 의회에 근무했던 사람의 딸이었다. 두 사람은 1758년에 결혼했고, 1761년에 장남, 헨리 게이지가 태어났다.
장군으로 승진한 게이지는 올버니 부대의 지휘관으로 제1대 애머스트 남작 제프리 애머스트 소장 밑에서 일을 했다. 1759년, 게이지는 프랑스군을 공격해 시온 요새를 공략한 다음 몬트리올을 점거하라는 애머스트의 명령을 받았다. 게이지는 애머스트의 계획에 반대했고 게이지의 부대는 나이아가라 요새와 오스웨고 요새 사이의 원군으로 가고, 애머스트 장군에게는 몬트리올을 공격하도록 제안했다. 게이지는 애머스트와 불편한 관계가 되었고, 1760년에 애머스트 자신이 몬트리올 공격 준비가 될 때까지 올버니 요새 수비대에 배속되었다. (실제로 게이지는 애머스트의 후임을 맡았다).